# Física més enllà del model estàndard

Model estàndard de les partícules elementals, amb les tres generacions de partícules de matèria, els bosons de gauge i el bosó de Higgs

La física de més enllà del model estàndard es refereix als desenvolupaments teòrics necessaris per explicar les deficiències del model estàndard, com són l'origen de la massa, el problema CP fort, la oscil·lació de neutrins, la asimetria matèria-antimatèria i la naturalesa de la matèria fosca i l'energia fosca. L'altre problema recau en el marc matemàtic del propi model, ja que el model estàndard és inconsistent amb la relativitat general fins al punt que una de les dues no té sentit sota certes condicions (per exemple, les singularitats de l'espaitemps com el big-bang o l'horitzó d'esdeveniments d'un forat negre).
Les teories que van més enllà del model estàndard inclouen diverses extensions del model estàndard a través de la supersimetria, el model estàndard minimament supersimètric (MSSM), o explicacions totalment noves, com la teoria de cordes, la teoria M i les dimensions extra. Com que totes aquestes noves teories poden explicar els fenòmens actuals, cal esbrinar quina d'elles és la correcta o quina és la millor opció per arribar a la teoria del tot a través d'experiments i és una de les àrees d'investigació més actives tant en la part teòrica com en l'experimental.

## Problemes del model estàndard
Tot i ser la teoria de física de partícules més acurada fins ara, no és perfecte.

### Fenòmens no explicats
Existeixen fenòmens observats a la natura els quals el model estàndard no pot explicar:
- Gravetat: El model estàndard no proporciona cap explicació per la gravetat. L'aproximació d'afegir una nova partícula "gravitó", amb unes característiques consensuades per la majoria de físics) al model estàndard no recrea el que es pot observar experimentalment. A més, el model estàndard actual és incompatible amb la teoria de la relativitat general.[3]
- Matèria fosca i energia fosca: les observacions de l'univers diuen que el model estàndard pot explicar només el 4% de l'energia observada. De l'altre 96% que falta, un 24% es deu a la matèria fosca, que és matèria que es comporta com la matèria coneguda, però que no interactua (o molt dèbilment) amb els camps del model estàndard. El model estàndard no és capaç de donar cap partícula que pugui formar aquesta mena de matèria. La resta hauria de ser una energia fosca, una densitat d'energia constant per al buit. Els intents d'explicar l'energia fosca en termes de l'energia del buit del model estàndard tenen un error de 120 ordres de magnitud.[4]
- La massa del neutrí: Segons el model estàndard, el neutrí no tenen massa. Però les oscil·lacions dels neutrins indiquen que els neutrins tenen massa. Afegir la massa del neutrino al model és possible, però porta alguns problemes teòrics. Per exemple, aquesta massa ha de ser molt petita i no és clar si aquesta massa sorgiria de la mateixa manera que la resta de les partícules del model.
- Asimetria matèria-antimatèria: l'univers està compost sobretot de matèria. En canvi, el model prediu que la matèria i l'antimatèria haurien d'haver-se creat en la mateixa quantitat si les condicions inicials de l'univers no descompensessin les proporcions. El model no explica cap mecanisme que pugui donar tal desproporció entre matèria i antimatèria.

### Resultats experimentals no explicats
Cap resultat experimental que contradigui el model estàndard s'accepta si no compleix la norma de les cinc sigmes, considerat àmpliament com el llindar per anunciar un descobriment en física de partícules. Però com que cada experiment te algunes incerteses estadístiques i sistèmiques, i les prediccions teòriques no es poden calcular exactament i son subjectes a imprecisions de les mesures fonamentals del model estàndard, és d'esperar que algun dels centenars de proves experimentals sobre el model estàndard es desviarà en certa manera del model, encara que no sigui nova física descoberta.
Per això, sempre hi ha experiments amb resultats diferents dels esperats dins el model estàndard, tot i que la majoria acaben sent producte de fluctuacions estadístiques o errors experimentals quan es recopilen més i millors dades. Per altra banda, qualsevol física "més enllà del model estàndard" s'haurà de manifestar primer com una diferència estadística entre un experiment i la predicció teòrica.
En cada cas, els físics proven de determinar si el resultat és una fluctuació estadística o un error experimental o si realment és un indici d'una nova física. Els resultats amb una bona significança estadística poden ser producte d'errors experimentals o males estimacions experimentals, Freqüentment, 
Alguns dels exemples més famosos son:
- Problema del radi del protó: el model estàndard dona prediccions teòriques molt precises sobre el radi atòmic de l'àtom d'hidrogen (sistema protó - electró) i del anomenat hidrogen muònic (sistema protó - muó, que és una variant "massiva" de l'electró). Les mesures experimentals de l'hidrogen muònic difereixen significativament de la predicció del model estàndard de fins a 7 desviacions estàndards.[5] Dubtes sobre la precisió de l'estimació de l'error en experiments anteriors, que encara son del 4% entre ells, i l'absència d'una teoria alternativa que pugui explicar la discrepància, fa que els físics no acceptin aquests resultats com a contradictoris al model estàndard, tot i la bona significança estadística dels resultats i l'absència d'errors experimentals detectada.[6]
- anomalia en el dipol magnètic del muó: el valor mesurat experimentalment del dipol magnètic del muó (muó "g-2") és significativament diferent a les prediccions del model estàndard.[7]
- desintegració el mesó B: resultats de l'experiment BaBar sembla suggerir un excés respecte el model estàndard de desintegració (B → D(*) τ− ντ). En aquesta desintegració, un electró i un positró col·lideixen, resultant amb un meso B i un anti-mesó B, que es desintegra en un mesó D i un leptó tau i un antineutrí tau. Tot i que la significança estadística és encara baixa (3.4 sigmes) no és suficient per declarar que hi ha nova física, els resultats indiquen un possible canvi a les teories existent.[8] Al 2015, el LHCb va anunciar que havia observat el mateix fenomen amb una significança de només 2.1 sigmes. L'experiment Belle també va reportar un excés.[9] Al 2017, es va anunciar una desviació de 5 sigmes.[10] Tot i això, les incerteses en el càlcul dels resultats experimentals encara deixen molts dubtes als especialistes.[11]

### Prediccions teòriques no observades
A les col·lisions dels acceleradors de partícules s'han observat totes les partícules fonamentals predites pel model estàndard. L'última partícula detectada va ser el bosó de Higgs, responsable del mecanisme de Higgs, que descriu com es trenca la simetria gauge SU(2) i explica com la resta de partícules obtenen la seva massa. Científics del CERN usant el Gran Col·lisionador d'Hadrons van anunciar el 4 de juliol de 2012 que havien descobert una partícula consistent amb el bosó de Higgs amb una massa al voltant de 126 GeV/c². Es va confirmar la seva detecció el 14 de març de 2013, tot i que encara s'està treballant per obtenir totes les mesures i comprovar que encaixa amb la predicció del model estàndard.
Uns pocs hadrons exòtics (partícules formades per més de 3 quarks) predites pel model estàndard, que calen unes grans energies per generar-lo amb molt poca freqüència no s'han pogut observar. Tampoc s'han observat encara les Boles de gluons (partícules formades per gluons). Tampoc s'han pogut confirmar l'ocurrència de cadenes de desintegració molt poc freqüents predites del model estàndard per motiu de la poca significança estadística obtinguda fins al moment.

### Problemes teòrics
Algunes característiques o paràmetres del model estàndard s'afegeixen ad hoc. Això no és un problema per se (ja que la teoria funciona be amb aquestes característiques afegides de forma externa), però implica que falta una comprensió completa. Aquestes característiques ha motivat als físics teòrics a buscar noves teories més fonamentals amb menys paràmetres. Algunes d'aquestes característiques son:
- El problema de la jerarquia: el model estàndard introdueix partícules mitjançant un mecanisme conegut com a ruptura espontània de la simetria electrodèbil provocat pel camp de Higgs. Dins el model estàndard, la massa de Higgs te algunes correccions quàntiques molt grans per la presència de partícules virtuals (la majoria quarks dalt virtuals). Aquestes correccions són molt més grans que la massa del Higgs real. Això vol dir que el paràmetre de "Massa nua" del Higgs del model estàndard ha d'ajustar-se de tal forma que quasi anul·li les correccions quàntiques. Aquest nivell d'ajustament és considerat per molts físics teòrics com a no natural.
- Problema CP fort: teòricament es pot argumentar que el model estàndard ha de tenir un terme que trenqui la simetria CP — que relaciona la matèria amb la antimatèria — en el sector de l'interacció forta. Tot i això, experimentalment no s'ha trobat aquesta violació, el que implica és que el coeficient d'aquest terme és molt proper a zero. Aquest ajustament també es considera com a no natural.
- Nombre de paràmetres: el model estàndard depèn de 19 paràmetres numèrics. Els valors es coneixen gràcies a experiments, però l'origen d'aquests valors no és conegut. Alguns físics han intentat trobar relacions entre els diferents paràmetres, com per exemple la relació entre les masses de partícules de diferents generacions.
- Trivialitat quàntica: potser no és possible crear una teoria quàntica de camps consistent que contingui partícules de Higgs escalars.[14][15]

## Teories de la Gran Unificació
El model estàndard te tres simetries gauge: la càrrega de color SU(3), l'isospin feble SU(2) i la hipercàrrega feble U(1), que corresponen a les tres forces fonamentals. Per la renormalització, les constants acoblades d'aquestes tres simetries varien segons l'energia on es mesurin. Sobre els 10¹⁶ GeV aquests acoblaments son aproximadament iguals. Això fa especular que per energies més grans les forces segueixen unificades en una sola simetria gauge amb un grup simple gauge i una sola constant d'acoblament. Per sota d'aquestes energies, hi ha una ruptura espontània per donar les simetries del model estàndard. Els grups candidats més populars pel grup unificat son el grup unitari de 5 dimensions SU(5) i el grup ortogonal en 10 dimensions SO(10).
Les teories que unifiquen el model estàndard d'aquesta manera són anomenades Teories de la Gran Unificació (o GUT de les sigles en anglès) i l'escala d'energia on es trenca la simetria s'anomena escala GUT. Habitualment aquestes teories prediuen la creació de monopols magnètics a l'univers primigeni i inestabilitat del protó. Cap d'aquests dos fenòmens ha estat observat fins ara, i això posa límits a qualsevol GUT.

## Supersimetria
La supersimetria amplia el model estàndard afegint-li un altre tipus de classe al Lagrangià. Aquestes simetries intercanvien partícules de tipus fermions per bosons. Es postulen noves partícules supersimetriques, abreviades com a spartícules, que inclouen sleptons, squarks, neutralins i carreguins. Cada partícula del model estàndard tindria una súper companya amb un spin diferent per 1/2. Donat el trencament de la simetria, aquestes spartícules són molt més massives que les ordinàries, i és per això que els acceleradors de partícules actuals no les poden detectar.

## Neutrins
En el model estàndard, els neutrins no tenen massa a conseqüència de que el model només conté neutrins levogirs. Sense els companys dextrogirs, és impossible afegir una massa renormalitzable al model estàndard. Els experiments mostren que els neutrins canvien de sabor, fet que implica que tinguin massa. Els experiments només poden donar la relació de masses entre diferents oscil·lacions. Les millors fites pel valor absolut de la massa els neutrins venen per mesures molt precises de la desintegració del triti, donant un límit superior de 2eV, que son 5 ordres de magnitud més lleugeres que la resta de partícules del model estàndard. Aquesta massa necessita una ampliació del model estàndard, per a explicar com adquireixen la seva massa i per què és tant petita.

## Models amb preons
S'han proposat diversos models amb Preons per explicar el motiu de per què hi ha només tres generacions de quarks i leptons. Aquests models normalment postulen noves partícules que serien les que es combinen i formen els quarks i leptons del model estàndard. Un dels models més antics de preons va ser el model de Rishon.
Actualment no s'ha verificat ni acceptat cap model amb preons.

## Teories del tot

### Teoria del tot
Els físics teòrics segueixen treballant vers una teoria del tot, una teoria que pugui explicar tots els fenòmens i predir resultats de futurs experiments. A efectes pràctics, l'objectiu immediat és desenvolupar una teoria que unifiqui el model estàndard amb la relativitat general en una teoria de la gravetat quàntica.

### Teoria de cordes
Altre mena d'extensions al model estàndard és la teoria de cordes, que molts teòrics creuen que és el primer pas cap a la teoria del tot. De totes les variants de la teoria de cordes, l'anomenada teoria-M, proposada per primer cop el 1995, és considerada la candidata més prometedora a la teoria del tot per físics com Brian Greene i Stephen Hawking. Encara que no hi ha una descripció matemàtica completa, hi ha solucions per alguns casos. S'han proposat teories de cordes alternatives a la teoria-M.